# 醫管局特勤隊
醫管局特勤隊是香港醫院管理局成立的一支特別醫療隊伍，主要為對付特殊環境及緊急狀況而設立，以便在發生嚴重天災、傳染病或恐怖襲擊時，可以在現場提供醫療救護服務。

## 簡介
這支特勤隊由醫生、護士、專職醫療及管理職系人員組成，在2024年共有約120人，為應付在極端情況下進行醫療程序，因此需要具備醫療以外的知識，如學習使用無線電通訊及在災區溝通的技能，為此隊員獲安排到由消防處管理的消防及救護學院接受訓練，包括在模擬建築物倒塌及發生水災的實景場地進行支援救援工作的演練，以提升於災難事故中的提供第一線救援及與其他救災隊伍協調的能力。